# Manfred Günther (Rennfahrer)
Manfred Günther (* 26. Oktober 1942 in Elterlein; † vermutlich September 2005) war ein Automobilrennfahrer der DDR.

## Karriere

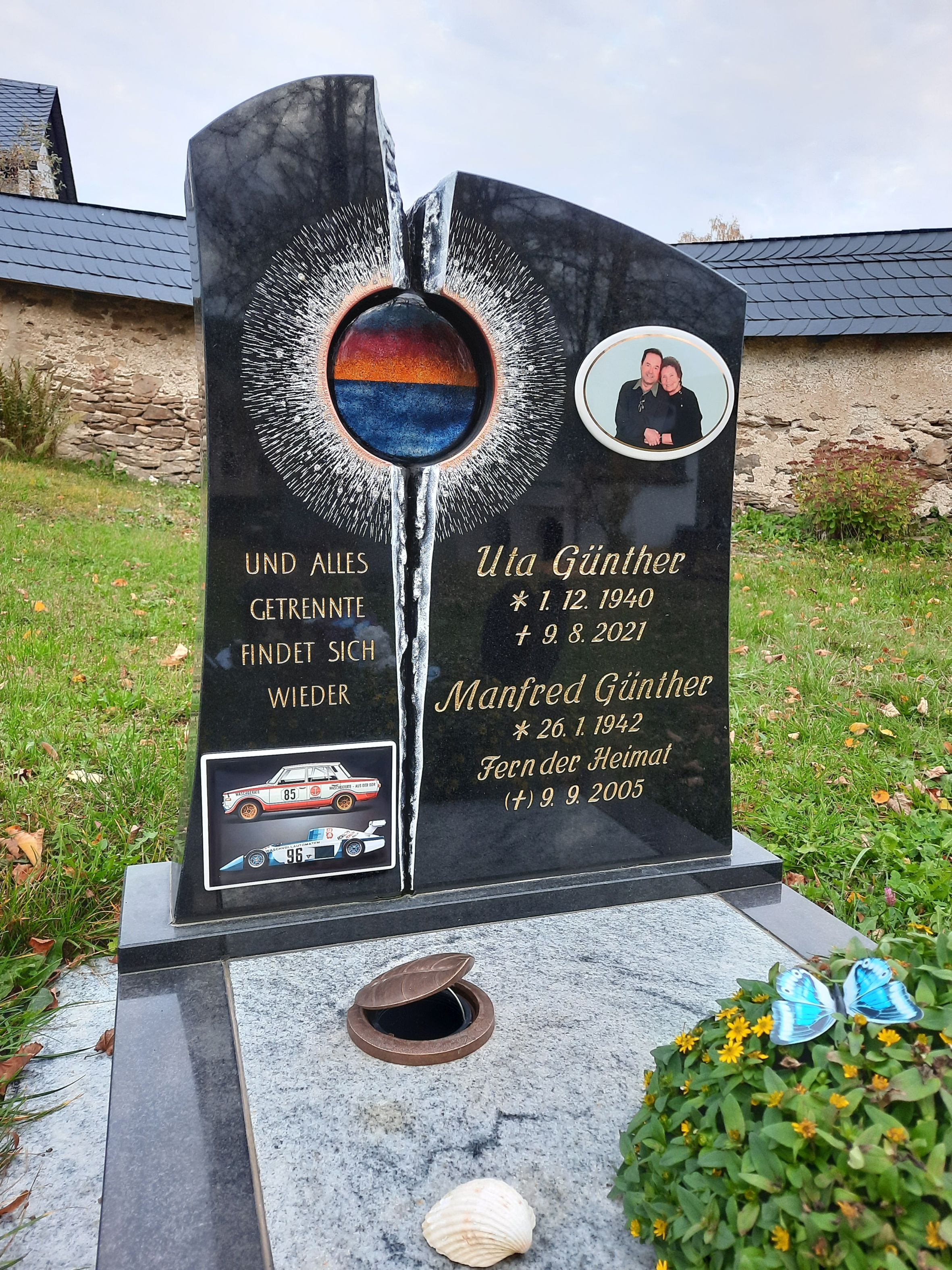
Familiengrab auf dem Markersbacher Friedhof

Günther, der neben Ulli Melkus und Bernd Kasper in den 1970er und 1980er Jahren zu den besten DDR-Autorennfahrern zählte, begann erst spät mit dem Motorsport. Der in der Formel-Easter-Klasse startende Fahrer gehörte seit 1972 der DDR-Nationalmannschaft an und errang mehrfach Pokale innerhalb des Ostblocks. 1987 wurde er hinter Bernd Kasper Vizemeister. Der Wagen des für den MC Scheibenberg und später MC Zwickau startenden Fahrers war wegen der Werbung für den Schwarzenberger Haushaltsgerätehersteller Monsator als „Waschmaschine“ bezeichnet worden. Sein größter sportlicher Erfolg war der Gewinn der DDR-Meisterschaft in der Rennwagenklasse Formel 3/Klasse C9/Klasse B8 (Formel Easter) im Jahr 1973. Er beendete seine aktive Sportlerkarriere 1990.
Der Meister des Kfz-Handwerks betrieb in seinem Heimatort Markersbach eine Autowerkstatt und eröffnete 1997 in Raschau ein Autohaus. 2004 zog er sich bei einem Unfall während des Veteranen-Cups auf dem Lausitzring eine Verletzung der Wirbelsäule zu.
Günther war verheiratet, seine Söhne Jörg und Michael standen ihm bei seinen Erfolgen als Monteure zur Seite.
Seit dem  9. September 2005 ist Günther im Fish-River-Canyon in Namibia verschollen. Während eines Safariurlaubs stieg er allein ohne Nahrung und Wasservorräte in die Schlucht hinab, die wenige Tage später wegen der dort herrschenden extremen Temperaturen gesperrt wurde. Am 20. September 2005 wurde die Suche nach Günther in dem Canyon, in dem über 40 °C herrschten, erfolglos eingestellt. Seit dem 22. September 2005 geht das Auswärtige Amt davon aus, dass er tot ist.